# .mq
.mq е интернет домейн от първо ниво за Мартиника. Администрира се от SYSTEL. Представен е през 1997 г.